# Jak prosté, drahý Date
Jak prosté, drahý Date (v anglickém originále Elementary, Dear Data) je v pořadí třetí epizoda druhé řady seriálu Star Trek: Nová generace.
Geordi řekne počítači simulátoru, aby vytvořil nepřítele Sherlocka Holmese, který by byl schopen porazit Data. Příběh mísí postavy ze Star Treku: Nové generace a Sherlocka Holmese. Vzhledem k rozdílům v legislativě ohledně autorských práv ve Spojeném království (kde se autorské dílo stává volným po 50 letech po smrti autora) a Spojených státech (kde je tomu tak v případě děl vytvořených před rokem 1978 po 75 letech od jejich publikování) se scenárista Lane a producenti epizody mylně domnívali, že jsou všechny postavy ze Sherlocka Holmese volným dílem. Ve skutečnosti však byly některé stále součástí pozůstalosti po spisovateli Arthuru Conanu Doylovi.
Epizoda podtrhuje podstatu umělé inteligence (AI) a uvědomění si sebe sama.

## Příběh
Zatímco USS Enterprise D čeká na setkání s USS Victory, Geordi La Forge a Dat si krátí svůj volný čas v simulátoru s případy Sherlocka Holmese. Dat je však všechny četl a je schopen vše vyřešit během několika minut. Geordi vyjadřuje své zklamání v tom, že Dat již zná ke všemu rozřešení, a vysvětluje, že zábava je právě ono hledání řešení. Pak Geordi vytvoří v simulátoru program s naprosto novou záhadou a s protivníkem, který by dokázal Data porazit. Když jej pak znovu spustí, zjistí, že doktorka Katherine Pulaská, která se k nim přidala, byla unesena. Dat začne případ řešit dedukcí. Brzy zjistí, že za únosem stojí profesor Moriarty. Jsou však šokovaní tím, že holografický únosce si je vědom, že vše je jen simulace. Je schopen dostat se do počítače simulátoru a nakreslí náčrt Enterprise.
Dat a Geordi opustí simulátor, aby varovali kapitána. Geordi si uvědomí, že neřekl počítači, aby vytvořil program, který by dokázal porazit Sherlocka Holmese, ale Data. Když se Moriartymu podaří získat přístup k ovládání lodi, Dat a Geordi se vrátí do simulátoru společně s kapitánem Picardem.
Když jsou Moriarty s Pulaskou nalezeni, Picardovi se podaří vyjednat si návrat kontroly nad lodním počítačem. Moriarty, který ví o světě mimo simulátor, požádá o existenci v něm. Picard mu řekne, že by to nebylo možné. Namísto toho program uloží a řekne mu, že jestli někdy naleznou způsob, jak umožnit hologramům existenci v reálném světě, umožní mu to. Pak program ukončí a přilétá USS Victory.